# Powiat Turecki
Der Powiat Turecki ist ein Powiat (Kreis) in der polnischen Woiwodschaft Großpolen. Der Powiat hat eine Fläche von 929,4 km², auf der etwa 84.000 Einwohner leben. Die Bevölkerungsdichte beträgt 90 Einwohner/km² (2019).

## Gemeinden
Der Powiat umfasst neun Gemeinden, davon eine Stadtgemeinde, zwei Stadt-und-Land-Gemeinden sowie sechs Landgemeinden.

### Stadtgemeinde
- Turek (Turek)

### Stadt-und-Land-Gemeinden
- Dobra (Dobra)
- Tuliszków (Tuliszkow)

### Landgemeinden
- Brudzew (Brudzew)
- Kawęczyn (Kaweczyn)
- Malanów (Malanow)
- Przykona (Przykona)
- Turek
- Władysławów (Wladyslawow)

## Name
Der polnische Name des Powiats ist vom Namen der Stadt Turek abgeleitet. Ansonsten bedeutet das polnische Wort turecki auf Deutsch türkisch. Die Stadt Turek nennt sich nach dem Ur (polnisch Tur), einem im 17. Jahrhundert ausgestorbenen Wildrind.